# Jamides aurensis
Jamides aurensis är en fjärilsart som beskrevs av John Nevill Eliot 1978. Jamides aurensis ingår i släktet Jamides och familjen juvelvingar. Inga underarter finns listade i Catalogue of Life.